# 6255 Кума
6255 Кума (6255 Kuma) — астероїд головного поясу, відкритий 5 грудня 1994 року.
Тіссеранів параметр щодо Юпітера — 3,342.